# قائمة أندية كرة اليد في السعودية
قائمة لابرز أندية كرة اليد في المملكة العربية السعودية
مرتبة حسب التقسيم التالي :
- العربي
- مضر
- النور
- الأهلي
- الخليج
- نادي وج
- نادي هجر
- نادي نجران
- نادي كميت
- نادي فيد
- نادي عرعر
- نادي طويق
- نادي طبرجل
- نادي ضباء
- نادي شرورة
- نادي سميرا
- نادي رضوي
- نادي حطين
- نادي حراء
- نادي جدة الرياضي
- نادي جبة
- نادي اليرموك
- نادي الوطني
- نادي الوطن
- نادي الوحدة
- نادي الهدي
- نادي الهداية
- نادي النصر
- نادي النجوم
- نادي النجمة
- نادي المحيط
- نادي المحمل
- نادي القوارة

"وزارة الرياضة | الاتحاد السعودي لكرة اليد". مؤرشف من الأصل في 2024-02-22.